# Герб Візели
Ге́рб Візе́ли — офіційний символ міста Візела, Португалія. Використовується як територіальний герб. У срібному щиті статуя «Візела Римська» з червоною тогою. Обабіч неї два португальських щитка. Знизу срібний триарковий міст натурального кольору  над зеленою річкою. Щит увінчує срібна мурована міська корона з п'ятьма вежами.  Під щитом біла стрічка, на якій великими літерами напис португальською: «Vizela» (Візела).  Офіційно затверджений 1998 року.  Статуя символізує римське походження поселення, щитки — приналежність до Португалії.

## Галерея

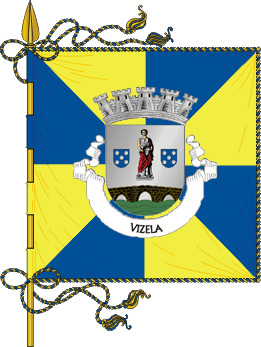
Прапор
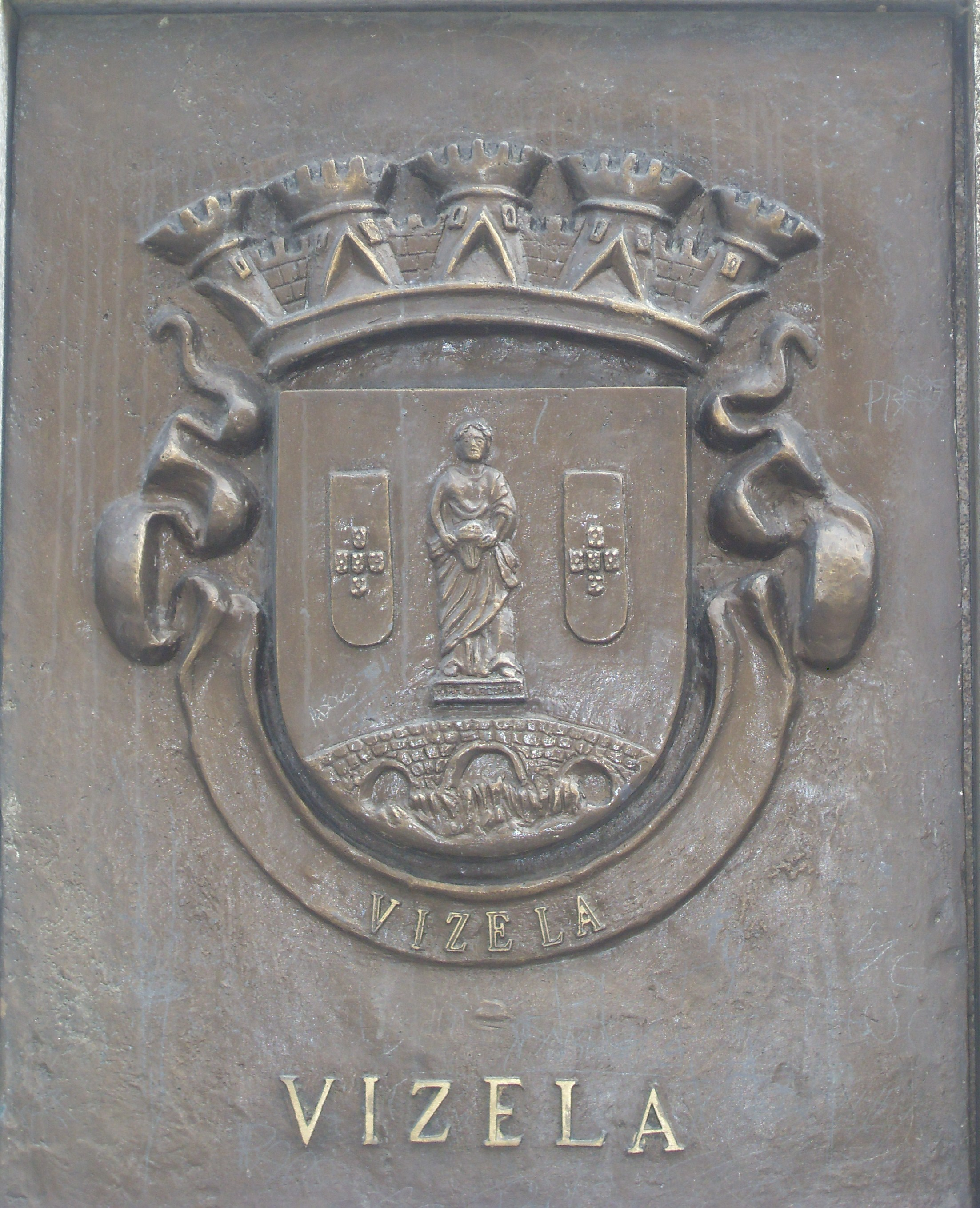
Герб (2001)